# A magyar birkózó-csapatbajnokságok végeredményei
A magyar birkózó-csapatbajnokság 1925-től kerül megrendezésre. A bajnokságot a Magyar Birkózó Szövetség írja ki és rendezi meg. A kezdetektől az 1950-es évekig egy-két esemény kivételével kötöttfogásban rendezték a bajnokságokat. Ezután 1988-ig (néhány év kivételével) külön kötött- és szabadfogásban is rendeztek bajnokságokat, majd 1989-től (a 2002-es év kivételével) vegyes fogásban rendezik.
A legtöbb bajnoki címet a Bp. Honvéd nyerte, 29-szer győztek.
A bajnokcsapatok listáját tartalmazó források (A magyar sport kézikönyve, illetve a szövetség honlapján található lista a csapatbajnokokról) közül A magyar sport kézikönyve 1936-ra és 1937-re nem jelez kötöttfogású bajnokot, míg a szövetség honlapján 1936-ra és 1937-re is a BVSC szerepel. 1936-ban a Nemzeti Sport 1936.11.16-i kiadása alapján a BVSC volt a bajnok (ahogy a szövetségnél is szerepel), de 1937-ben a Nemzeti Sport 1937.11.26-i kiadása alapján a Testvériség SE volt a bajnok (holtverseny és óvások után). 1941-re nem jeleznek kötöttfogású bajnokot, de a Nemzeti Sport 1941.04.14-i kiadása alapján volt bajnokság, a BVSC volt a bajnok. 1942-re nem jeleznek szabadfogású bajnokot, de a Nemzeti Sport 1942.01.27-i kiadása alapján volt bajnokság, a BVSC volt a bajnok. 1943-ra nem jeleznek kötöttfogású bajnokot, de a Nemzeti Sport 1943.05.10-i kiadása alapján volt bajnokság, a WMTK Csepel volt a bajnok. 1946-ra a BVSC-t, 1948-ra a Bp. Lokomotív-ot jelzik kötöttfogású bajnoknak, de a klubot akkor BVESC-nek (Vasutas Előre) hívták. 1950-re nem jeleznek vegyesfogású bajnokot, de a Népsport 1950.05.25-i kiadása alapján volt bajnokság, a Bp. Lokomotív volt a bajnok (ebben az évben még volt egy kötöttfogású bajnokság is a második félévben). 1951-re nem jeleznek kötöttfogású bajnokot, de a Népsport 1951.11.08-i kiadása alapján volt bajnokság, a Budapest II. volt a bajnok. 1952-re nem jeleznek kötöttfogású bajnokot, de a Népsport 1952.12.22-i kiadása alapján volt bajnokság, a SZOT I. volt a bajnok. 1959-re és 1960-ra nem jeleznek sem kötöttfogású, sem szabadfogású bajnokot, de a Népsport 1959.07.27-i és 12.14-i valamint 1960.07.04-i és 07.11-i kiadása, illetve A magyar sport évkönyve 1960 és 1961 alapján voltak bajnokságok (ún. egyéni-csapatbajnokságok), mindkét évben és fogásnemben a Bp. Honvéd volt a bajnok. A magyar sport kézikönyve 1962-re nem vegyesfogású, hanem kötöttfogású bajnokságot jelez, de A magyar sport évkönyve 1963 és a Népsport 1962.05.14-i kiadása alapján vegyesfogású volt a bajnokság (ahogy a szövetségnél is szerepel). 1963-ra, 1964-re és 1965-re nem vegyesfogású, hanem kötöttfogású bajnokságot jeleznek, de a Népsport 1963.12.16-i, 1964.12.14-i és 1965.11.04-i kiadásai alapján vegyesfogású volt a bajnokság. 2005-re szövetség honlapja a Vasas SC-t jelzi vegyesfogású bajnoknak, de a Nemzeti Sport 2005.11.28-i valamint az MTI 2005.11.27-i kiadása alapján a Kecskeméti TE volt a bajnok.

## A bajnokságok végeredményei

### Kötöttfogás
1925
1. Budapesti AK, 2. MÁV Gépgyári SK, 3. MAC, indult még: Vasas SC, Törekvés SE
1926
1. Budapesti AK, 2. MÁV Gépgyári SK, 3. Törekvés SE
1927
1. MAC, 2. Újpesti TE, 3. MTK, 4. Postás SE, indult még: MÁV Gépgyári SK, Munkás TE, Törekvés SE, Ferencvárosi TC, Budapesti AK, BSzKRt SE
1928
1. MÁV Gépgyári SK, 2. Újpesti TE, 3. Munkás TE, 4. BVSC, indult még: MTK, Testvériség SE, Postás SE, Törekvés SE
1929
1. MAC, 2. Újpesti TE, 3. MÁV Gépgyári SK, 4. Testvériség SE, 5. Munkás TE, 6. MTK, indult még: Törekvés SE, Postás SE, BSzKRt SE, BVSC
1930
1. Újpesti TE, 2. MTK, 3. MAC, 4. Munkás TE, indult még: MÁV Gépgyári SK, Testvériség SE, Törekvés SE, Ganz TE, BVSC, Vasas SC
1931
1. MAC, 2. Újpesti TE, 3. Herminamezei AC, indult még: Ferencvárosi TC, Munkás TE, Vasas SC, BVSC, Postás SE, Törekvés SE, BSzKRt SE, MAFC
1932
1. Újpesti TE, 2. MAC, 3. Ferencvárosi TC, 4. BVSC, 5. Herminamezei AC, 6. Törekvés SE, 7. Munkás TE, 8. MÁVAG SK (volt MÁV Gépgyári SK), 9. MTK
1933
1. Újpesti TE, 2. Törekvés SE, 3. Ferencvárosi TC, 4. BVSC, 5. MAC, 6. Testvériség SE
1934
1. BVSC, 2. MAC, 3. Munkás TE, 4. Törekvés SE, 5. Ferencvárosi TC, az Újpesti TE visszalépett
1935
1. BVSC, 2. MAC, 3. Újpesti TE, 4. Munkás TE, 5. Testvériség SE, 6. Törekvés SE
1936
1. BVSC, 2. Újpesti TE, 3. Testvériség SE, 4. Törekvés SE, a MAC és a Munkás TE visszalépett
1937
1. Testvériség SE, 2. BVSC, 3. Munkás TE, 4. Törekvés SE, 5. Húsiparosok SC, a Vasas SC, az MTK, a MÁVAG SK és az Erzsébeti MTK visszalépett
Megjegyzés: hármas holtverseny után eredetileg a BVSC-t hirdették bajnoknak, de a sok visszalépés miatti óvások után végül a Testvériség SE lett a bajnok.
1941
1. BVSC, 2. WMTK Csepel, 3. BSzKRt SE, 4. Törekvés SE, indult még: Debreceni VSC, Újpesti TE, Testvériség SE, Vasas SC
1943
1. WMTK Csepel, 2. Debreceni VSC, 3. MAC, 4. BSzKRt SE, indult még: Testvériség SE, Dunakeszi Magyarság SE, Ganz TE, Ceglédi VSE
Megjegyzés: a döntő utolsó fordulójában történt események miatt a Debreceni VSC és a BSzKRt SE csapatát utólag kizárták, ami miatt még további óvások és ellenóvások is voltak.
1944
1. Debreceni VSC, 2. BVSC, 3. WMTK Csepel, 4. Ceglédi MOVE, indult még: MÁV Előre SC, Győri ETO, Kolozsvári MTE, Kecskeméti TE
1946
1. BVESC (volt BVSC), 2. Csepeli MTK (volt WMTK Csepel), 3. Munkás TE, 4. Diósgyőri VTK, 5. Szentesi MÁV
1948
1. MÁV Konzum BVESC, 2. Debreceni VSC, 3. Előre SE, indult még: Testvériség SE, Ceglédi VSE, Munkás TE, Vasas SC, Kecskeméti TE
1950
1. Bp. Lokomotív (volt BVESC), 2. Bp. Honvéd, 3. Bp. Dózsa (volt Újpesti TE), 4. Debreceni Lokomotív (volt Debreceni VSC), 5. Ceglédi VSK (volt Ceglédi VSE), 6. ÉDOSZ SE (volt Ferencvárosi TC), 7. Csepeli Vasas (volt Csepeli MTK), 8. Dunakeszi VSK (volt Dunakeszi Magyarság SE), 9. Rákospalotai VSK, 10. Diósgyőri Vasas (volt Diósgyőri VTK)
1951
A bajnokságot átszervezték, az országos döntőben területi csapatok indultak.
1. Budapest II., 2. Csongrád megye, 3. Hajdú-Bihar megye
1952
Ebben az évben az országos döntőben szakszervezeti csapatok indultak.
1. SZOT I., 2. Honvéd SE, 3. Dózsa SE, 4. SZOT II., 5. Bástya SE, 6. Haladás SE
1953
Ebben az évben az országos döntőben ismét területi csapatok indultak.
1. Budapest I., 2. Budapest II., 3. Budapest III., 4. Kelet és Dél, 6. Pest megye, 7. Észak, Északnyugat és Délnyugat
1954
Ebben az évben az országos döntőben ismét szakszervezeti csapatok indultak.
1. Dózsa SE, 2. SZOT I., 3. Honvéd SE, 4. Haladás SE, 5. SZOT II.
1959
Ebben az évben egyéni-csapatbajnokságot rendeztek, vagyis az egyéni bajnokságokban elért helyezések alapján értékelték a csapatokat is.
1. Bp. Honvéd, 2. Vasas SC, 3. Ferencvárosi TC (volt Bp. Kinizsi)
1960
Ebben az évben egyéni-csapatbajnokságot rendeztek, vagyis az egyéni bajnokságokban elért helyezések alapján értékelték a csapatokat is.
1. Bp. Honvéd, 2. Vasas SC, 3. Szegedi VSE
1961
1. Bp. Honvéd, 2. Debreceni VSC (volt Debreceni Lokomotív), 3. BVSC (volt Bp. Lokomotív), 4. Ferencvárosi TC, 5. Diósgyőri VTK (volt Diósgyőri Vasas), 6. Pécsi Dózsa
1966
1. Vasas SC, 2. Bp. Spartacus, 3. Orosházi Spartacus, 4. Bp. Honvéd, 5. Debreceni VSC, 6. Ferencvárosi TC
1967
1. Bp. Honvéd, 2. Ferencvárosi TC, 3. Vasas SC, 4. Bp. Spartacus, 5. Debreceni VSC, 6. Diósgyőri VTK, 7. Orosházi Spartacus, 8. Dunaújvárosi Kohász
1968
1. Bp. Honvéd, 2. Ferencvárosi TC, 3. Vasas SC, 4. Bp. Spartacus, 5. Debreceni VSC, 6. Debreceni Petőfi, 7. Diósgyőri VTK, 8. MTK
1969
1. Bp. Spartacus, 2. Bp. Honvéd, 3. Ferencvárosi TC, 4. Honvéd Szondi SE, 5. Vasas SC, 6. Ganz-MÁVAG VSE, 7. Debreceni Bocskai (volt Debreceni Petőfi), 8. Debreceni VSC
1970
1. BVSC, 2. Ferencvárosi TC, 3. Bp. Honvéd, 4. Vasas SC, 5. Honvéd Szondi SE, 6. Bp. Spartacus, 7. Ganz-MÁVAG VSE, 8. Szegedi VSE
1971
1. Vasas SC, 2. BVSC, 3. Bp. Honvéd, 4. Bp. Spartacus, 5. Honvéd Szondi SE, 6. Csepel SC (volt Csepeli Vasas), a Ferencvárosi TC és az MTK törölve
1972
1. Vasas SC, 2. Bp. Honvéd, 3. Honvéd Szondi SE, 4. Ganz-MÁVAG VSE, 5. Debreceni VSC, 6. BVSC, 7. Bp. Spartacus, 8. Csepel SC
1973
1. Bp. Honvéd, 2. Vasas SC, 3. Ganz-MÁVAG VSE, 4. Debreceni VSC, 5. Újpesti Dózsa, 6. Honvéd Szondi SE, 7. BVSC, 8. Ferencvárosi TC
1974
1. Vasas SC, 2. Ganz-MÁVAG VSE, 3. Bp. Honvéd, 4. BVSC, 5. Honvéd Szondi SE, 6. Újpesti Dózsa, 7. Debreceni VSC, 8. Diósgyőri VTK
1975
1. Vasas SC, 2. Bp. Honvéd, 3. Ganz-MÁVAG VSE, 4. BVSC, 5. Honvéd Szondi SE, 6. Újpesti Dózsa, 7. Diósgyőri VTK, a Debreceni VSC visszalépett
1976
1. Vasas SC, 2. BVSC, 3. Ganz-MÁVAG VSE, 4. Honvéd Szondi SE, 5. Dunaújvárosi Kohász, 6. Bp. Honvéd, 7. Újpesti Dózsa, 8. Ferencvárosi TC
1977
1. Vasas SC, 2. Honvéd Szondi SE, 3. Bp. Honvéd, 4. Ganz-MÁVAG VSE, 5. BVSC, 6. Eger SE, 7. Dunaújvárosi Kohász, 8. Diósgyőri VTK
1978
1. Ganz-MÁVAG VSE, 2. Vasas SC, 3. Újpesti Dózsa, 4. BVSC, 5. Bp. Honvéd, 6. Honvéd Szondi SE, 7. Ferencvárosi TC, 8. Eger SE
1979
1. BVSC, 2. Vasas SC, 3. Honvéd Szondi SE, 4. Újpesti Dózsa, 5. Ganz-MÁVAG VSE, 6. Dunaújvárosi Kohász, 7. Bp. Honvéd
1980
1. BVSC, 2. Ferencvárosi TC, 3. Vasas SC, 4. Honvéd Szondi SE, 5. Ganz-MÁVAG VSE, 6. Újpesti Dózsa, 7. Dunaújvárosi Kohász, 8. Eger SE
1981
1. Vasas SC, 2. BVSC, 3. Ganz-MÁVAG VSE, 4. Újpesti Dózsa, 5. Ferencvárosi TC, 6. Honvéd Szondi SE, 7. Bp. Honvéd, 8. Diósgyőri VTK
1982
1. Bp. Spartacus, 2. Ferencvárosi TC, 3. Honvéd Szondi SE, 4. Vasas SC, 5. Újpesti Dózsa, 6. Ganz-MÁVAG VSE, 7. Dunaújvárosi Kohász, 8. BVSC
1983
1. Vasas SC, 2. Bp. Spartacus, 3. Újpesti Dózsa, 4. Honvéd Szondi SE, 5. Ferencvárosi TC, 6. Bp. Honvéd, 7. Ganz-MÁVAG VSE, 8. Diósgyőri VTK
1984
1. Ferencvárosi TC, 2. Újpesti Dózsa, 3. Honvéd Szondi SE, 4. Bp. Spartacus, 5. Vasas SC, 6. Bp. Honvéd, 7. Szegedi VSE, 8. Dunaújvárosi Kohász
1985
1. Ferencvárosi TC, 2. Bp. Honvéd, 3. Újpesti Dózsa, 4. Honvéd Szondi SE, 5. Vasas SC, 6. Bp. Spartacus, 7. Ganz-MÁVAG VSE, 8. Diósgyőri VTK
1986
1. Bp. Honvéd, 2. Ferencvárosi TC, 3. Újpesti Dózsa, 4. Szegedi VSE, 5. Bp. Spartacus, 6. Vasas SC, 7. Honvéd Szondi SE, 8. Dunaújvárosi Kohász
1987
1. Ferencvárosi TC, 2. Szegedi VSE, 3. Bp. Honvéd, 4. Újpesti Dózsa, 5. Bp. Spartacus, Csepel SC, Diósgyőri VTK és Ganz-MÁVAG VSE
1988
1. Ferencvárosi TC, 2. BVSC, 3. Bp. Spartacus, 4. Diósgyőri VTK, 5. Bp. Honvéd, Csepel SC, Szegedi VSE és Újpesti Dózsa, 9. Dunaújvárosi Kohász, Honvéd Szondi SE és Vasas SC, 12. Eger SE és Kecskeméti SC
2002
1. Vasas SC, 2. Csepeli BC (volt Csepel SC), 3. Ferencvárosi TC, 4. Bócsa BSE, indult még: Kecskeméti TE, Kaposvári NSE

### Szabadfogás
1942
1. BVSC, 2. BSzKRt SE, 3. WMTK Csepel, 4. Ceglédi MOVE
1951
A bajnokságot átszervezték, az országos döntőben területi csapatok indultak.
1. Budapest I., 2. Csongrád megye, 3. Pest megye, 4. Borsod megye, 5. Bács-Kiskun megye
1952
Ebben az évben az országos döntőben szakszervezeti csapatok indultak.
1. SZOT I., 2. Honvéd SE, 3. Dózsa SE, 4. SZOT II., 5. Haladás SE
1953
Ebben az évben az országos döntőben ismét területi csapatok indultak.
1. Budapest I., 2. Budapest II., 3. Északnyugat, 4. Dél, 5. Délnyugat és Kelet, 7. Nyugat, Budapest III. és Észak
1954
Ebben az évben az országos döntőben ismét szakszervezeti csapatok indultak.
1. Honvéd SE, 2. Dózsa SE, 3. SZOT I., 4. SZOT II., 5. Haladás SE
1956
1. Bp. Honvéd, 2. Bp. Kinizsi (volt Ferencvárosi TC), 3. Bp. Vörös Lobogó (volt MTK), 4. Ceglédi Törekvés (volt Ceglédi VSE), 5. Kecskeméti Kinizsi (volt Kecskeméti TE), 6. Debreceni Törekvés (volt Debreceni Lokomotív), 7. Szegedi Haladás
1959
Ebben az évben egyéni-csapatbajnokságot rendeztek, vagyis az egyéni bajnokságokban elért helyezések alapján értékelték a csapatokat is.
1. Bp. Honvéd, 2. Csepel SC (volt WMTK Csepel), 3. Ferencvárosi TC (volt Bp. Kinizsi)
1960
Ebben az évben egyéni-csapatbajnokságot rendeztek, vagyis az egyéni bajnokságokban elért helyezések alapján értékelték a csapatokat is.
1. Bp. Honvéd, 2. Ferencvárosi TC, 3. Vasas SC és Csepel SC
1966
1. Bp. Honvéd, 2. Ferencvárosi TC, 3. Vasas SC, 4. Debreceni VSC, 5. Orosházi Spartacus, 6. Bp. Spartacus
1967
1. Bp. Honvéd, 2. Vasas SC, 3. Debreceni VSC, 4. Orosházi Spartacus, 5. Honvéd Szondi SE, 6. Ferencvárosi TC, 7. Bp. Spartacus, 8. Diósgyőri VTK
1968
1. Bp. Honvéd, 2. Vasas SC, 3. Ferencvárosi TC, 4. Honvéd Szondi SE, 5. Debreceni VSC, 6. Csepel SC, 7. Orosházi Spartacus, 8. Dunaújvárosi Kohász
1969
1. Bp. Honvéd, 2. Honvéd Szondi SE, 3. Ferencvárosi TC, 4. Vasas SC, 5. Debreceni VSC, 6. Csepel SC, 7. Debreceni Bocskai, 8. Bp. Spartacus
1970
1. Bp. Honvéd, 2. Vasas SC, 3. Ferencvárosi TC, 4. Honvéd Szondi SE, 5. Csepel SC, 6. Debreceni VSC, 7. Diósgyőri VTK, 8. Honvéd Szamueli SE
1971
1. Bp. Honvéd, 2. Vasas SC, 3. Ferencvárosi TC, 4. Debreceni VSC, 5. Honvéd Szondi SE, 6. BVSC, 7. Csepel SC, 8. Bp. Spartacus
1972
1. Bp. Honvéd, 2. Vasas SC, 3. Honvéd Szondi SE, 4. Ferencvárosi TC, 5. Debreceni VSC, 6. Újpesti Dózsa, 7. Diósgyőri VTK, a BVSC visszalépett
1973
1. Bp. Honvéd, 2. Ferencvárosi TC, 3. Debreceni VSC, 4. Honvéd Szondi SE, 5. Orosházi Spartacus, 6. Újpesti Dózsa, 7. Debreceni Bocskai, a Vasas SC visszalépett
1974
1. Bp. Honvéd, 2. Ferencvárosi TC, 3. Debreceni VSC, 4. Honvéd Szondi SE, 5. Csepel SC, 6. Diósgyőri VTK, 7. Orosházi Spartacus, 8. Kazincbarcikai Vegyész
1975
1. Bp. Honvéd, 2. Ferencvárosi TC, 3. Csepel SC, 4. Honvéd Szondi SE, 5. Diósgyőri VTK, 6. Kazincbarcikai Vegyész, 7. Debreceni VSC, az Orosházi Spartacus visszalépett
1976
1. Ferencvárosi TC, 2. Csepel SC, 3. Bp. Honvéd, 4. Honvéd Szondi SE, 5. Diósgyőri VTK, 6. Csepel Autó, 7. Kazincbarcikai Vegyész, a Szegedi VSE visszalépett
1977
1. Bp. Honvéd, 2. Csepel SC, 3. Ferencvárosi TC, 4. Diósgyőri VTK, 5. Honvéd Szondi SE, 6. Debreceni VSC, 7. Csepel Autó, 8. Bajai SK
1978
1. Ferencvárosi TC, 2. Diósgyőri VTK, 3. Csepel SC, 4. Bp. Honvéd, 5. Honvéd Szondi SE, 6. Pécsi MSC, 7. Haladás VSE, 8. Debreceni VSC
1979
1. Ferencvárosi TC, 2. Csepel SC, 3. Diósgyőri VTK, 4. Bp. Honvéd, 5. Honvéd Szondi SE, 6. Pécsi MSC, 7. Csepel Autó
1980
1. Ferencvárosi TC, 2. Csepel SC, 3. Bp. Honvéd, 4. Diósgyőri VTK, 5. Debreceni MVSC (volt Debreceni VSC), 6. Honvéd Szondi SE, 7. Pécsi MSC, 8. Szegedi VSE
1981
1. Csepel SC, 2. Diósgyőri VTK, 3. Bp. Honvéd, 4. Ferencvárosi TC, 5. Honvéd Szondi SE, 6. Orosházi Spartacus, 7. Debreceni MVSC, 8. Haladás VSE
1982
1. Ferencvárosi TC, 2. Csepel SC, 3. Bp. Honvéd, 4. Honvéd Szondi SE, 5. Diósgyőri VTK, 6. Bajai SK, 7. Orosházi MTK (volt Orosházi Spartacus), 8. Csepel Autó
1983
1. Csepel SC, 2. Diósgyőri VTK, 3. Ferencvárosi TC, 4. Bp. Honvéd, 5. Szegedi VSE, 6. Honvéd Szondi SE, 7. Dunaújvárosi Kohász, 8. Bajai SK
1984
1. Csepel SC, 2. Ferencvárosi TC, 3. Diósgyőri VTK, 4. Bp. Honvéd, 5. Honvéd Szondi SE, 6. Szegedi VSE, 7. Bp. Spartacus, 8. Orosházi MTK
1985
1. Csepel SC, 2. Ferencvárosi TC, 3. Bp. Honvéd, 4. Diósgyőri VTK, 5. Szegedi VSE, 6. Honvéd Szondi SE, 7. Haladás VSE, 8. Csepel Autó
1986
1. Csepel SC, 2. Ferencvárosi TC, 3. Bp. Honvéd, 4. Diósgyőri VTK, 5. Szegedi VSE, 6. Honvéd Szondi SE, 7. Orosházi MTK
1987
1. Csepel SC, 2. Ferencvárosi TC, 3. BVSC, 4. Bp. Honvéd, 5. Diósgyőri VTK, Kaposvári Dózsa, Honvéd Szondi SE és Szegedi VSE
1988
1. Csepel SC, 2. Ferencvárosi TC, 3. BVSC, 4. Bp. Honvéd, 5. Diósgyőri VTK, Kecskeméti SC, Honvéd Szondi SE és Szegedi VSE, 9. Kaposvári Dózsa
2002
1. Csepeli BC (volt Csepel SC), 2. Vasas SC, 3. Kecskeméti TE, 4. Ferencvárosi TC, indult még: Túrkevei VSE, Sziget SC, Orosházi MTK

### Vegyesfogás
1950
1. Bp. Lokomotív, 2. Debreceni Lokomotív, 3. Ceglédi VSK, 4. Csepeli Vasas, 5. ÉDOSZ SE, 6. Rákospalotai VSK, 7. Diósgyőri Vasas, 8. Kecskeméti SZTE, a Bp. Vasas visszalépett
1962
1. Bp. Honvéd, 2. Debreceni VSC, 3. Vasas SC, 4. Ferencvárosi TC, 5. Diósgyőri VTK, 6. BVSC
1963
1. Bp. Honvéd, 2. Vasas SC, 3. Orosházi Spartacus, 4. Debreceni VSC, 5. Győri Dózsa, a Ferencvárosi TC visszalépett
1964
1. Bp. Honvéd, 2. Orosházi Spartacus, 3. Debreceni VSC, 4. Diósgyőri VTK, 5. Vasas SC, 6. BVSC
1965
1. Bp. Honvéd, 2. Ferencvárosi TC, 3. Orosházi Spartacus, 4. Debreceni VSC, 5. Diósgyőri VTK, 6. Győri Dózsa
1989
Csoportok: A: 1. Csepel SC, 2. Ferencvárosi TC, 3. Honvéd Szondi SE, 4. Kecskeméti SC, B: 1. Vasas SC, 2. BVSC, 3. Bp. Honvéd, 4. Diósgyőri VTK, 5. Szegedi VSE
Döntő: 1. Vasas SC, 2. Csepel SC, 3. Ferencvárosi TC, 4. BVSC
1990
Csoportok: A: 1. Vasas SC, 2. Diósgyőri VTK, 3. Újpesti Dózsa, 4. Bp. Spartacus, B: 1. BVSC, 2. Csepel SC, 3. Ferencvárosi TC, 4. Honvéd Szondi SE
1. BVSC, 2. Vasas SC, 3. Csepel SC, 4. Diósgyőri VTK
1991
1. Csepel SC és Ferencvárosi TC, 3. BVSC, 4. Vasas SC, 5. Diósgyőri VTK, 6. Újpesti TE (volt Újpesti Dózsa)
Megjegyzés: a csapatbajnoki döntőn történt botrányok miatt többszöri óvás után a szövetség elnöksége két bajnokot hirdetett.
1992
1. Csepel SC, 2. BVSC, 3. Ferencvárosi TC, 4. Vasas SC, 5. Diósgyőri BC (volt Diósgyőri VTK), 6. Újpesti TE, 7. Honvéd Szondi SE, 8. Szegedi VSE
1993
1. Csepel SC, 2. BVSC, 3. Ferencvárosi TC, 4. Újpesti TE, 5. Honvéd Szondi SE, 6. Vasas SC, 7. Dunaferr SE (volt Dunaújvárosi Kohász), 8. Diósgyőri BC
1994
1. Csepel SC, 2. Ferencvárosi TC, 3. BVSC, 4. Újpesti TE, 5. Honvéd Szondi SE, 6. Vasas SC
1995
1. Csepel SC, 2. Vasas SC, 3. BVSC, 4. Diósgyőri BC, indult még: Ferencvárosi TC, Kecskeméti SC, Szegedi VSE, Sziget SC, Kalocsa SE
1996
1. Csepel SC, 2. Szegedi BE (volt Szegedi VSE), 3. BVSC, 4. Vasas SC
1997
1. Szegedi BE, 2. Vasas SC, 3. BVSC, 4. Csepel SC
1998
1. Szegedi BE, 2. Vasas SC, 3. Csepel SC, 4. BVSC, 5. Kecskeméti TE, 6. Dunaferr SE
1999
1. BVSC, 2. Csepel SC, 3. Ferencvárosi TC, 4. Vasas SC, 5. Szegedi BE, 6. Kecskeméti TE
2000
1. Csepel SC, 2. BVSC, 3. Vasas SC, 4. Kecskeméti TE, 5. Ferencvárosi TC
2001
1. Vasas SC, 2. BVSC, 3. Kecskeméti TE, 4. Csepeli BC (volt Csepel SC), 5. Ferencvárosi TC, 6. Túrkevei VSE
2003
1. Kecskeméti TE, 2. Vasas SC, 3. Csepeli BC, 4. Ferencvárosi TC
2004
1. Vasas SC, 2. Kecskeméti TE, 3. Csepeli BC, 4. Ferencvárosi TC
2005
1. Kecskeméti TE, 2. Vasas SC, 3. Csepeli BC, 4. Ferencvárosi TC, 5. Diósgyőri BC
Megjegyzés: a Magyar sportévkönyv 2006 szerint a végeredmény: 1. Vasas SC, 2. Kaposvári NSE, 3. Túrkevei VSE, 4. Sziget SC, 5. Egri Vasas, 6. Érdi Spartacus.
2006
1. Vasas SC, 2. Váci Forma SE, 3. Csepeli BC, 4. Ferencvárosi TC, 5. Kecskeméti TE, 6. Diósgyőri BC
2007
Csoportok: A: 1. Vasi Volán, 2. Diósgyőri BC, 3. Érdi Spartacus, B: 1. Egri Vasas, 2. Kazincbarcikai VSE (volt Kazincbarcikai Vegyész), 3. Kanizsai BSE, C: 1. Csepeli BC, 2. Kaposvári NSE, 3. Orosházi Spartacus, D: 1. Ceglédi VSE, 2. Törökszentmiklósi BDSK
Döntő: 1. Egri Vasas, 2. Ceglédi VSE, 3. Csepeli BC, 4. Vasi Volán
2008
Csoportok: A: 1. BVSC, 2. Egri Vasas, 3. Csepeli ABI, 4. Vasas SC, 5. Kaposvári NSE, 6. Sziget SC B: 1. Kecskeméti TE, 2. Vasas SC II., 3. Érdi Spartacus, 4. Orosházi Spartacus, 5. Dunaferr SE, 6. Dél-Zselic SE
Döntő: 1. BVSC, 2. Kecskeméti TE, 3. Egri Vasas, 4. Vasas SC II., 5. Csepeli ABI, 6. Érdi Spartacus, 7. Vasas SC, 8. Orosházi Spartacus
2009
1. Vasas SC, 2. Ferencvárosi TC, 3. Vasas SC II., 4. Dorogi Egyetértés SE, 5. Csepeli BC, 6. BVSC, 7. Kecskeméti TE, 8. Kaposvári NSE, 9. Tatabányai SC, 10. Diósgyőri BC, 11. Érdi Spartacus, 12. Dunaferr SE, 13. Csepeli ABI, 14. Érdi Spartacus II., 15. Dabasi VSE, 16. Törökszentmiklósi BDSK, 17. Egri Vasas
2010
1. Ferencvárosi TC, 2. Vasas SC, 3. Kecskeméti TE, 4. BVSC, 5. Csepeli BC, 6. Dorogi Egyetértés SE, 7. Csepeli ABI és Kaposvári NSE
2011
1. Ferencvárosi TC, 2. Vasas SC, 3. Haladás VSE, 4. Kecskeméti TE, 5. BVSC, 6. Csepeli BC, 7. Dorogi NC (volt Dorogi Egyetértés SE), 8. Szigetvári BSE
2012
1. Vasas SC, 2. Ferencvárosi TC, 3. Csepeli BC, 4. Haladás VSE, 5. BVSC, 6. Dorogi NC, 7. Kecskeméti TE, 8. Diósgyőri BC
2013
1. Csepeli BC, 2. Ferencvárosi TC, 3. Dorogi NC, 4. Vasas SC, 5. Erzsébeti SMTK, 6. Ceglédi VSE, 7. Haladás VSE, 8. Kecskeméti TE, 9. BVSC
2014
1. Ferencvárosi TC, 2. Erzsébeti SMTK, 3. Vasas SC, 4. Ceglédi VSE, 5. Csepeli BC, 6. Dorogi NC, 7. Haladás VSE, 8. Kecskeméti TE, 9. Kecskeméti BC
2015
1. Csepeli BC, 2. Erzsébeti SMTK, 3. Vasas SC, 4. Ferencvárosi TC, 5. Dorogi NC, 6. Ceglédi VSE, 7. Haladás VSE, 8. Kecskeméti TE, 9. Dunaferr SE
2016
1. Erzsébeti SMTK, 2. Csepeli BC, 3. Vasas SC, 4. Ferencvárosi TC, 5. Pénzügyőr SE, 6. Ceglédi VSE, 7. Dorogi NC, 8. Haladás VSE
2017
1. Erzsébeti SMTK, 2. Pénzügyőr SE, 3. Ceglédi VSE, 4. Csepeli BC, 5. Ferencvárosi TC, 6. Vasas SC
2018
1. Pénzügyőr SE, 2. Erzsébeti SMTK, 3. Ceglédi VSE, 4. Újpesti TE, 5. Ferencvárosi TC, a Csepeli BC csapatát kizárták
2019
1. Bp. Honvéd, 2. Erzsébeti SMTK, 3. Pénzügyőr SE, 4. Ceglédi VSE, 5. Újpesti TE, a Ferencvárosi TC csapatát kizárták
2023
1. Bp. Honvéd, 2. Erzsébeti SMTK, 3. Ferencvárosi TC, 4. Csepel TC, 5. Ceglédi VSE, 6. Vasas SC, 7. Dorogi AC, 8. Kertvárosi SE
2024
1. Bp. Honvéd, 2. Erzsébeti SMTK, 3. Ferencvárosi TC, 4. Vasas SC, 5. Ceglédi VSE, 6. Dorogi AC